# بوني لو
بوني لو (بالإنجليزية: Bonnie Lou)‏ هي مغنية وكاتبة غنائية أمريكية، ولدت في 27 أكتوبر 1924 في تواندا في الولايات المتحدة، وتوفيت في 8 ديسمبر 2015 في سينسيناتي في الولايات المتحدة بسبب خرف.

## وصلات خارجية
- بوني لو على موقع IMDb (الإنجليزية)
- بوني لو على موقع ميوزك برينز (الإنجليزية)
- بوني لو على موقع أول ميوزيك (الإنجليزية)
- بوني لو على موقع ديسكوغز (الإنجليزية)